# Plosjtsjad Garina-Michajlovskogo
Plosjtsjad Garina-Michajlovskogo (Russisch: Площадь Гарина-Михайловского) is een station van de metro van Novosibirsk. Het station maakt deel uit van de Dzerzhinskaja-lijn en werd geopend op 31 december 1987 als het noordelijkste station van de Dzerzhinskaja-lijn. Het metrostation bevindt zich in het noorden van Novosibirsk.